# 水西公园
39°06′42″N 117°07′02″E / 39.1116°N 117.1171°E
水西公园，规划名称为侯台城市公园、侯台风景区，位于天津市西青区中北镇侯台地区，天津市中心城区西南部，是天津市最大的城市公园，规划用地达到140万平方米。2018年10月，水西公园一期景观工程104.18公顷区域落成对外开放。

## 名称
水西公园的规划项目名称为“侯台城市公园”。在对外开放前，天津市市容和园林管理委员会就公园正式命名组织了专家论证会，决定将其正式命名为“水西公园”。命名的原因有二：一是水西公园与水上公园遥相呼应；二是水具有天津九河下梢的意涵，公园地处津西，故称“水西”。

## 规划与建设
侯台湿地、卫南洼（梅江公园）和水上公园，是天津市南部最后留存的三片湿地。
2010年，天津市政府将“推进梅江、侯台2个风景区建设”纳入年度20项民心工程。同年6月，梅江公园建成开放，侯台公园则一直延宕。
2013年11月，天津市委、市政府决定立项启动建设侯台城市公园工程项目，并作为市政府确定的民心工程和重点建设项目。2014年8月，天津市市容园林委成立侯台城市公园建设工程指挥部，负责推动落实侯台城市公园景观工程项目建设。该工程由天津城投集团下属环境建设投资有限公司负责实施，天津市容园林委下属的园林开发建设有限公司代建。
2018年3月，水西公园已经基本建成、初具规模，但迟迟不对外开放，引起市民质问。天津市市容和园林管理委员会在回复市民关于迟迟不能对外开放的原因时，表示：侯台公园一期园林绿化景观工程已基本建设完成，由于天津市城投集团所属环投公司负责组织承建的陈台子河道调线、220KV高压线切改尚未完成，部分区域目前无法组织进场施工导致无法对外开放。
10月，水西公园一期正式对外开放，但公园周边仍存在香泽道等仍未完工的“断头路”。

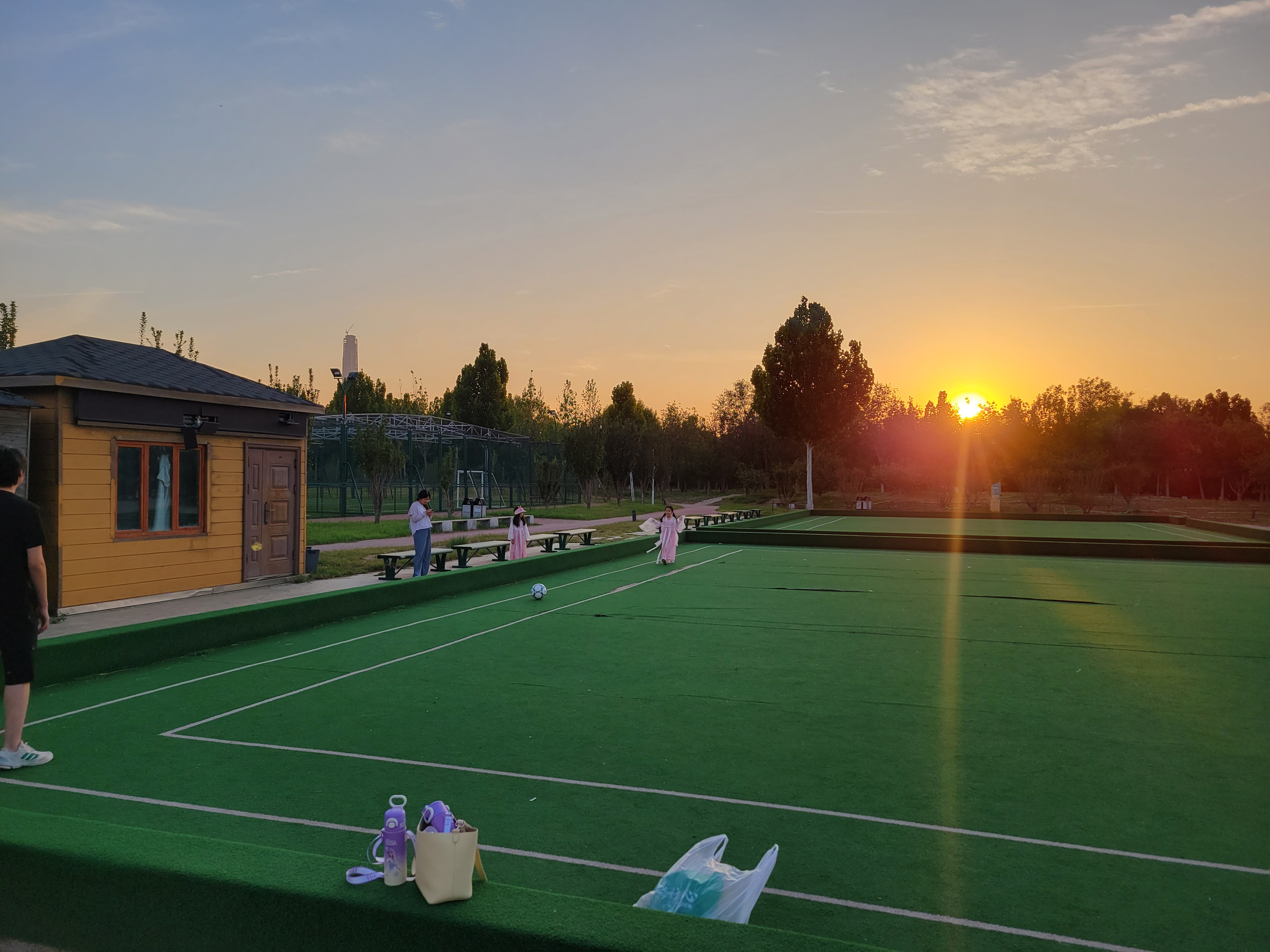
水西公园体育园的足球场
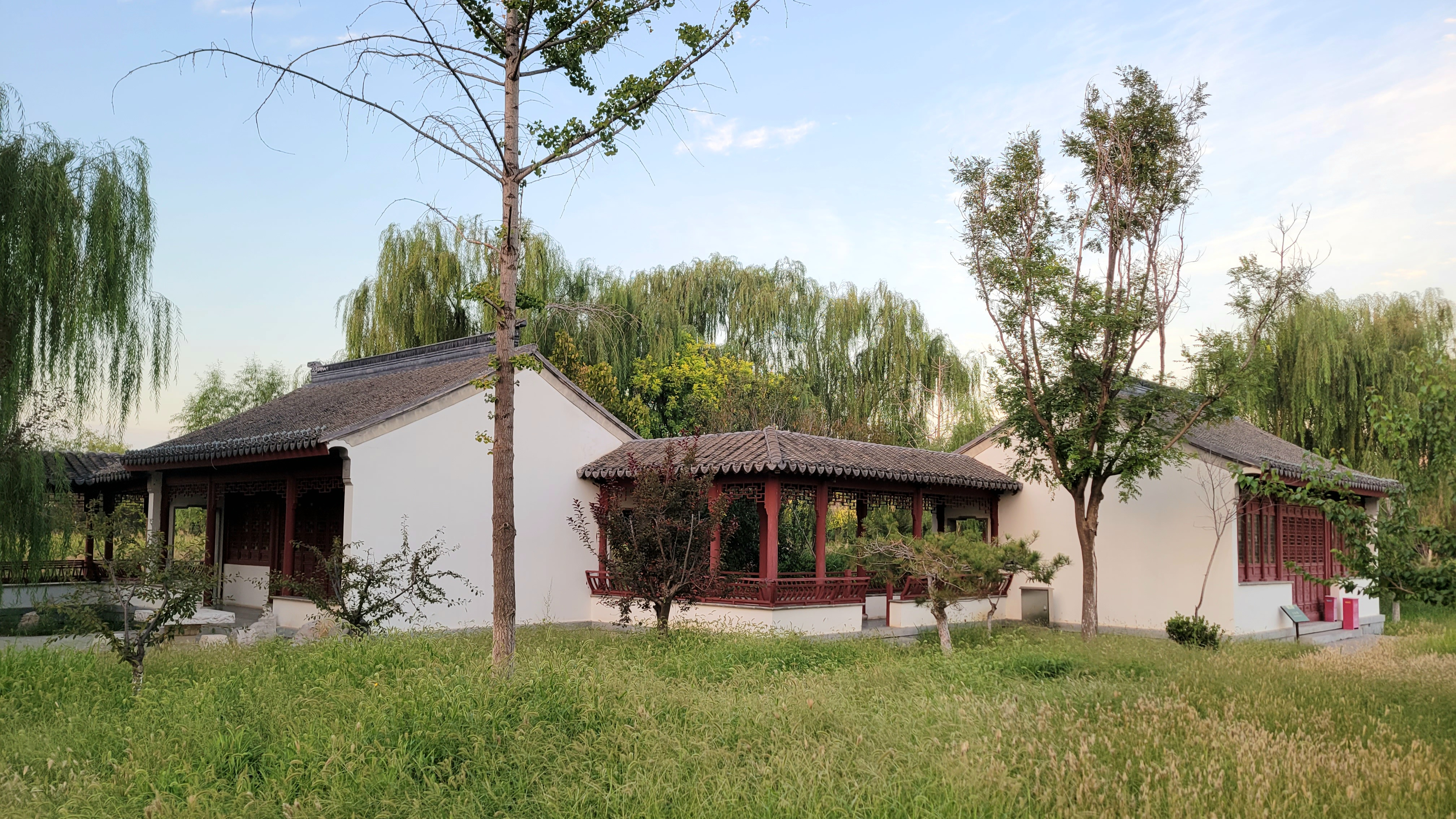
水西公园东侧的仿古建筑区“小水西”
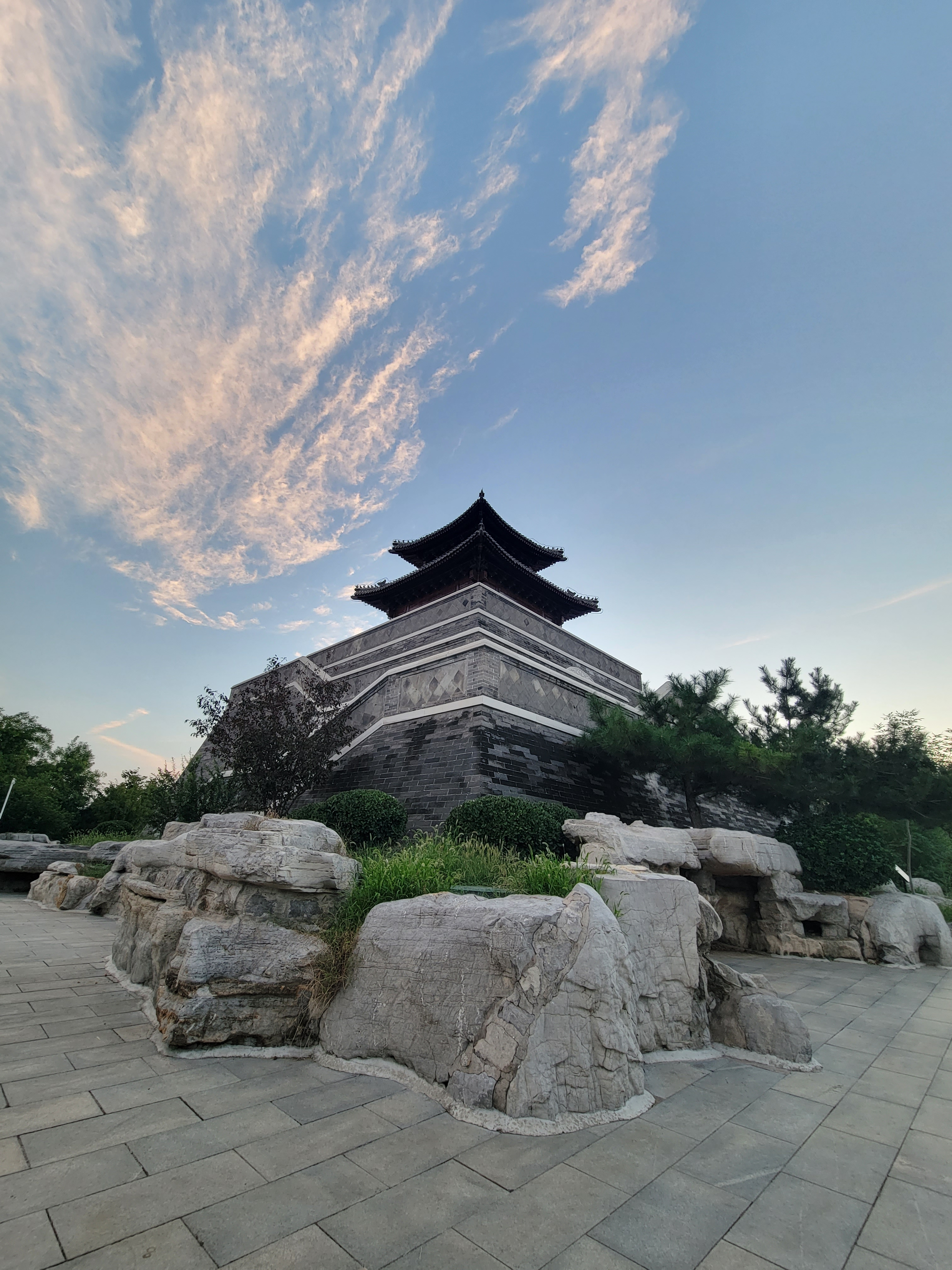
水西公园北门附近的观景台“数帆台”
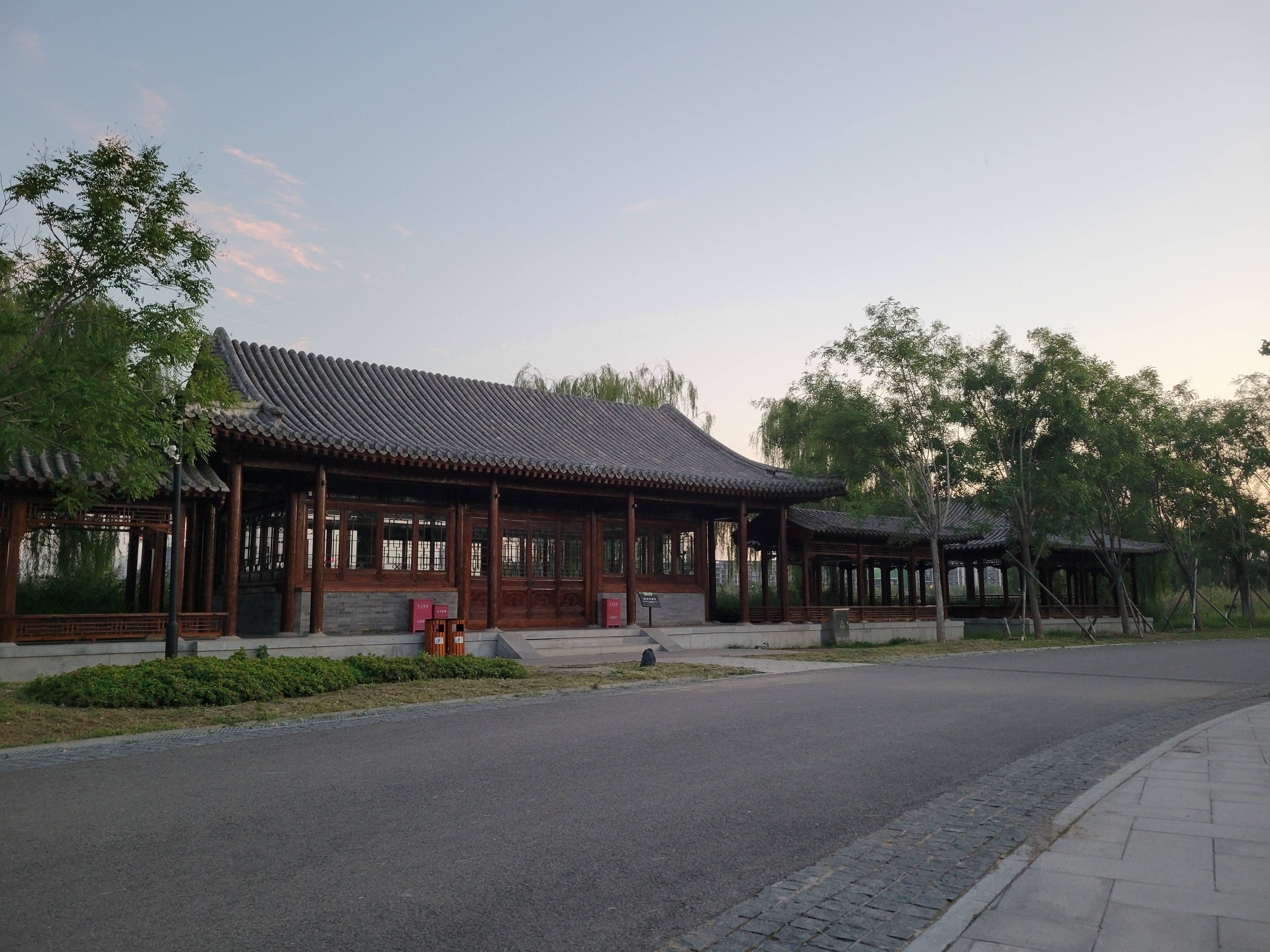
水西公园湖边的碧海浮螺亭

## 存在问题
水西公园的建设一再延宕，且存在诸多违纪违法问题。项目建设期间，天津市市容园林委主任沈毅、分管水西公园的副主任魏侠组织领导和推动落实不力，未采取有效监管措施，失职失责，对侯台公园工程建设过程中存在的严重违纪违法问题负有主要领导责任。2018年8月，天津市纪委监委对二人进行立案审查调查。2019年1月，天津市对水西公园建设期间发生的多起违纪违法问题进行了通报。水西公园在建设中，工程指挥部负责人违规同时担任施工企业负责人；存在工程被违规层层分包转包，转包人坐收工程费用作为管理费的；擅自变更工程概算；因偷工减料致部分工程出现质量问题；5名党员干部利用职务便利收受贿赂；拖欠工程款，造成恶劣影响等。2019年1月，天津市委批准，决定给予沈毅同志党内严重警告、政务撤职处分，由正局级降为副局级非领导职务；给予魏侠同志撤销党内职务、政务撤职处分，由副局级降为正处级非领导职务。